# Fernão de Sousa
D. Fernão de Sousa foi um administrador colonial português que exerceu o cargo de Capitão-General na Capitania-Geral do Reino de Angola entre 1624 e 4 de Setembro de 1630, tendo sido antecedido por Simão de Mascarenhas e sucedido por Manuel Pereira Coutinho. 